# Тсонга
Тсонга (або тсонґа, також батсонга, шангаани) — народ банту у Південній Африці.

## Територія проживання, чисельність, субетноси і релігія
Люди тсонга проживають на півдні Мозамбіку (провінції Газа, Мапуту та ін.) — 3,3 млн чоловік, східних прикордонних районах ПАР — 1,15 млн чоловік та на південному сході Замбії та Зімбабве.
Загальна чисельність народу тсонга — 4,77 млн чоловік.
Шангаани підрозділяються на субетнічні групи — власне тсонга, ронга, хленгве, нвалунгу та ін. Мають різне походження, являючи суміш з близьких народів (зулу, тсвана, басото та ін.).
Серед тсонга католики (понад половина) й послідовники традиційних релігійних систем.

## Господарство, суспільство і культура
Головні традиційні заняття тсонга — тропічне ручне землеробство (сорго, кукурудза, просо, маніок, бобові та деякі товарні культури). Розвинуте відхідництво на плантації і в міста ПАР.
Традиційна соціальна організація — вождівство.
У тсонга зберігаються традиційні культи предків і сил природи (неба, грози, дощу і т.ін.).